# Pietà (Meštrović)

Pietà (1942. - 1946.) je mramorni kip hrvatskog umjetnika Ivana Meštrovića koji se nalazi u Bazilici Srca Isusova u kampusu Sveučilišta Notre Dame. Smatra se jednim od njegovih najslavnijih djela. Meštrović je djelo zamislio dok su ga Ustaše zatočile u Zagrebu, a zatim ga izradio u Rimu od šest tona teškog bloka mramora Carrara. Otuda je poznata i kao Rimska Pieta. Meštrović je izradio i nekoliko kopija djela koje se danas čuvaju u Galeriji Meštrović u Splitu, Vatikanskim muzejima i Papinskome hrvatskom zavodu svetog Jeronima.
Meštrović je skulpturu donio u Ameriku kad je emigrirao 1946. Pietà je bila smještena u Metropolitan Museum of Art u New Yorku od 1947. do 1955., kao dio izložbe posvećene Meštroviću, prve samostalne izložbe živućeg umjetnika u muzeju Meštrović je odbio ponudu jugoslavenske vlade da kupi kip, te ga je 1955. odlučio donijeti na Sveučilište Notre Dame, gdje je postavljen u Crkvu Srca Isusova. Kip predstavlja Pietà, motiv u kršćanskoj umjetnosti koji prikazuje Mariju kako drži Isusovo mrtvo tijelo nakon njegovog skidanja s križa.